# En defensa propia
En defensa propia (übersetzt: „In Selbstverteidigung“) ist ein mexikanischer Stummfilm des Regisseurs Joaquín Coss aus dem Jahr 1917, der sich dem Genre Drama zuordnen lässt. Es ist einer der ersten von Azteca Films produzierten Filme, das Drehbuch wurde von Mimí Derba geschrieben, die auch an der Produktion und als Schauspielerin mitwirkte. Der Film erzählt von einem Beziehungsdrama, bei dem sich eine aus Europa zurückgekehrte Frau in eine intakte Ehe drängen möchte. Die Geschichte ist wahrscheinlich wie die meisten der mexikanischen Filme dieser Zeit von europäischen Filmen inspiriert.

## Handlung
Die vor Kurzem verwaiste Enriqueta muss nun arbeiten, um sich ihren Lebensunterhalt zu sichern. Sie findet Anstellung bei dem Witwer Julio Mancera für den sie als Gouvernante für dessen kleine Tochter arbeitet. Nach einiger Zeit verlieben sich die beiden ineinander und heiraten. Dann kehrt aber Julio Manveras Cousine, Eva, aus Europa zurück und versuchen, das harmonische Ehepaar auseinanderzubringen. Sie ist beinahe erfolgreich, als ihre Pläne jedoch auf einer Party, die sie für Julio und seine Freunde gibt, durchkreuzt werden. Dort wird sie von Julio, Enriqueta und den anderen Gästen in einer kompromittierenden Situation mit Julios bestem Freund, Mauricio, erwischt.

## Hintergrund
Die Geschichte, die in En defensa propia erzählt wurde, war keine besonders ungewöhnliche für das mexikanische Kino dieser Zeit. Viele Filme beschäftigten sich mit solchen Beziehungsdramen, es ist auch wahrscheinlich, dass es sich um die Adaption eines europäischen Films handelte. Viele der mexikanischen Filme dieser Zeit orientierten sich vor allem am italienischen Film, der damals einen seiner Höhepunkte erreicht hatte. En defensa propia wurde von der Zeitung El Pueblo als „erster künstlerisch und national gedrehter Film“ bezeichnet. Laut dieser Zeitung war der Film auch kommerziell erfolgreich. Die Quellenlage ist jedoch nicht gut und bei anderen Filmen befand sich El Pueblo mit ihren Einschätzungen eher in Opposition zur verbreiteten Meinung.
Mimí Derba schrieb nach En defensa propia einen weiteren Film für Azteca films. La soñadora (Die Träumerin) wurde ebenfalls 1917 gedreht.